# هاکون پنجم نروژ
هاکون پنجم Haakon V Magnusson ‏ (زاده ۱۲۷۰ - درگذشته ۸ مه ۱۳۱۹)از ۱۲۹۹ تا ۱۳۱۹ پادشاه نروژ بود. وی آخرین پادشاه نروژ از دودمان فیرهیر بود.
او با یوفمیای روگن ازدواج کرد و پدر اینگبورگ هاکونسدوتر بود. اینگبورگ همسر دوک اریک مگنوسون سوئد شد.